# 柯相
柯相（？—？），是西周初期吳國的君主之一，為吳國第七任君主，承襲父亲熊遂擔任吳國君主。
| 前任： 熊遂 | 吴国君主 | 繼任： 彊鳩夷 |